# Río Bobonaza
El río Bobonaza es un río en Ecuador. Su curso desemboca en el río Pastaza y en última instancia (vía río Marañón) en el río Amazonas en Iquitos en Perú.
Su curso se realiza principalmente a través de la selva tropical amazónica, mucha de la cual está todavía escasamente poblada. Uno de los pocos asentamientos notables a lo largo del río Bobonaza es Sarayaku.